# Klausenmühle
Klausenmühle (mundartlich: Khlousǝmilǝ) ist ein Gemeindeteil der Marktgemeinde Weitnau im bayerisch-schwäbischen Landkreis Oberallgäu.

## Geographie
Der Weiler liegt circa 3,5 Kilometer nordwestlich des Hauptorts Weitnau. Durch die Ortschaft fließt die Untere Argen. Östlich verläuft die Bundesstraße 12. Westlich liegt die Ländergrenze zu Isny im Allgäu in Baden-Württemberg.

## Ortsname
Der erste Ortsname Obermüllin beschreibt eine obere Mühle, zur Unterscheidung der flussabwärts gelegenen Büchelesmühle. Der heutige Ortsname bezieht sich auf den Personennamen Klaus und bedeutet Mühle des Klaus.

## Geschichte
Klausenmühle wurde erstmals im Jahr 1818 erwähnt. Bereits 1509 wurde die Mühle als die müllin zu der Ysenschmidten die Obermüllin erwähnt. Die Mühle war Lehen der Herrschaft Trauchburg. 1919 wurde der Betrieb der Sägemühle eingestellt. Bis 1972 gehörte Klausenmühle der Gemeinde Wengen an, die durch die bayerische Gebietsreform in der Gemeinde Weitnau aufging.

### Eisenschmiede
Der Ort wurde bis 1812 zur Eisenschmiede gezählt, zu der auch der heutige Gemeindeteil Büchelesmühle gehörte. Der abgegangene Ort wurde erstmals im Jahr 1451 mit Heinz Seltman ze der Ysenschmiten genannt. Eisenschmiede gehörte der Herrschaft Rauchburg (vmtl. Trauchburg) an, die dort im Jahr 1551 eine eigene Zollstätte besaß.